# Liste der Kulturdenkmale in Ammerbuch
In der Liste der Kulturdenkmale in Ammerbuch sind Bau- und Kunstdenkmale der Gemeinde Ammerbuch verzeichnet, die im „Verzeichnis der unbeweglichen Bau- und Kunstdenkmale und der zu prüfenden Objekte“ des Landesamts für Denkmalpflege Baden-Württemberg verzeichnet sind. Dieses Verzeichnis ist nicht öffentlich und kann nur bei „berechtigtem Interesse“ eingesehen werden. Die folgende Liste ist daher nicht vollständig.

## Kulturdenkmale der Gemeinde Ammerbuch
Bau-, Kunst- und Kulturdenkmale der Gemeinde Ammerbuch.

### Gesamte Gemarkung
| Bild | Bezeichnung                               | Lage | Datierung                                  | Beschreibung             | ID |
| ---- | ----------------------------------------- | ---- | ------------------------------------------ | ------------------------ | -- |
|      | Ammertalbahn von Herrenberg nach Tübingen |      | eröffnet in zwei Abschnitten 1909 und 1910 | Geschützt nach § 2 DSchG |    |

### Entringen
Bau-, Kunst- und Kulturdenkmale in Entringen mit dem Dorf Entringen (Verwaltungssitz) sowie dem Schloss und Hof Hohenentringen:
| Bild           | Bezeichnung                                 | Lage                                                      | Datierung                           | Beschreibung | ID |
| -------------- | ------------------------------------------- | --------------------------------------------------------- | ----------------------------------- | --- | -- |
|                | Bahnhof                                     | Entringen, Bahnhofstraße 28 (Karte)                       |                                     | Geschützt nach § 2 DSchG |    |
|                | Kleinbauernhaus                             | Entringen, Friedensstraße 6 (Karte)                       | um 1900                             | eingeschossiger Putzbau mit Werkstatt P |    |
|                | Türgewände                                  | Entringen, Gretchenstraße 2 (Karte)                       | 1491                                | Spitzbogiges Türgewände, Erdgeschoss der Südfassade Geschützt nach § 2 DSchG |    |
|                | Scheune                                     | Entringen, Gretchenstraße 2a (Karte)                      | 18. Jahrhundert                     | Fachwerkbau mit Krüppelwalmdach Geschützt nach § 2 DSchG |    |
|                | Wasserversorgung, Brunnenstube, Laufbrunnen | Entringen, Herrenbergerstraße 21 (Karte)                  | Wasserversorgung von 1863/65        | Geschützt nach § 2 DSchG |    |
|                | Gemeindewaage                               | Entringen, Herrenbergerstraße 31 (Karte)                  | 1911                                | kleiner Fachwerkbau, mit Brettern verschalt Geschützt nach § 2 DSchG |    |
|                | Laufbrunnen                                 | Entringen, Herrenbergerstraße 31 (Karte)                  | 19. Jahrhundert                     | Geschützt nach § 2 DSchG |    |
|                | Bauernhof                                   | Entringen, Herrenbergerstraße 35 (Karte)                  | 16. Jahrhundert                     | P |    |
|                | Bauernhof                                   | Entringen, Herrenbergerstraße 37, 37/1 (Karte)            | 17. Jh., 18. Jh.                    | Bauernhof, bestehend aus dem Wohnhaus (Herrenberger Straße 37), traufständiger zweigeschossiger Putzbau, Erschließung über zweiläufige, überdachte Freitreppe, wohl 18. Jahrhundert, drei Vorstöße im Giebel, samt rückwärtiger Fachwerkscheune (Herrenberger Straße 37/1), am Tor bezeichnet 1750, zwischen Herrenberger Straße 37 und Herrenberger Straße 39 Hofmauer mit rundbogigem Wagentor und Fußgängerpforte, beide ornamentiert, zwei Inschriftsteine, bezeichnet 1738. Geschützt nach § 2 DSchG |    |
|                | Bauernhof                                   | Entringen, Herrenbergerstraße 37/3, 39, 39/1 (Karte)      | um 1500, 18. Jh.                    | Bauernhof, bestehend aus dem Wohnhaus (Herrenberger Straße 39), zweigeschossiger Bau, über massivem Erdgeschoss in verblattetem Fachwerk, moderne Erkeranbauten anstelle älterer Bauteile mit vergleichbarer Grundfläche, Giebel mit drei Vorstößen, um 1500, samt Fachwerkscheune (Herrenberger Straße 39/1), am Tor bezeichnet 1706, und Fachwerkremise (Herrenberger Straße 37/3), mit Krüppelwalmdach, wohl 18. Jahrhundert, zwischen Herrenberger Straße 39 und Herrenbergerstraße 37 Hofmauer mit rundbogigem Wagentor und Fußgängerpforte, beide ornamentiert, zwei Inschriftsteine, bezeichnet 1738. Geschützt nach § 2 DSchG                                                                                                  |    |
|                | Gasthof Anker                               | Entringen, Höfstraße 2 (Karte)                            |                                     | Gasthof Anker, zweigeschossiger Putzbau auf hohem Sockel in Hanglage PDer Gasthof Anker bestand seit mindestens 300 Jahren als Gaststätte. 2021 Sanierung und Umbau zu Wohnungen. |    |
| Weitere Bilder | Kelter                                      | Entringen, Kelternstraße 11 (Karte)                       | um 1700, 1988                       | Kelter, eingeschossiger Fachwerkbau mit Walmdach, um 1700, Umbau zum Bürgerhaus 1988. Geschützt nach § 2 DSchG |    |
|                | Wohnhaus                                    | Entringen, Kirchstraße 4 (Karte)                          | 1552                                | zweigeschossiger verputzter Fachwerkbau mit vier Vorstößen am Nordgiebel P |    |
|                | Bauernhaus                                  | Entringen, Kirchstraße 5 (Karte)                          | 16. Jahrhundert                     | traufständiger dreigeschossiger (einschließlich niedrigem Zwischengeschoss) Putzbau mit Satteldach, hochmittelalterlicher Kern und Keller eines herrschaftlichen Baus, um 1330 Teil des Fronhofs. Das Gebäude wurde abgerissen und durch einen Neubau ersetzt. Geschützt nach § 2 DSchG |    |
| Weitere Bilder | Laufbrunnen                                 | Entringen, Marktplatz, Kirchstraße 6 (Karte)              | 1863                                | gusseiserner Laufbrunnen Geschützt nach § 2 DSchG |    |
| Weitere Bilder | Bebenhäuser Pfleghof (Zehntscheuer)         | Entringen, Kirchstraße 7, 9 (Karte)                       | 17. Jahrhundert                     | Bebenhäuser Pfleghof, bestehend aus dem Wohnhaus (Kirchstraße 7), dreigeschossiger Putzbau, samt östlich angebauter Hofmauer mit Rundbogentor, und alter Kelleranlage am Platz des abgebrochenen jüngeren Wirtschaftsgebäudes, sowie der Zehntscheune (Kirchstraße 9), Bruchsteinbau, in der Eckquaderung bezeichnet 1584, zwei Mitteltennen, Satteldach mit westlichem Krüppelwalm, im Ostgiebel Sichtfachwerk, Erneuerung am Mittelpfeiler zwischen den Tennentoren bezeichnet 1790 mit Bebenhäuser Wappen Geschützt nach § 2 DSchG |    |
|                | Pfarrhaus                                   | Entringen, Kirchstraße 11 (Karte)                         | um 1500                             | zweigeschossiger Putzbau, Erdgeschoss mit Spitzbogentür, erstes Obergeschoss auskragend, um 1500 Geschützt nach § 2 DSchG |    |
| Weitere Bilder | Ev. Michaelskirche                          | Entringen, Kirchstraße 15 (Karte)                         | 11. Jh.                             | Evangelische Michaelskirche, Saalbau mit eingezogenem Polygonalchor und Chorseitenturm, an der Südostecke des Langhauses eingemauerte Rundbogenarkade des Vorgängerbaus aus dem 11. Jahrhundert, 1452 der spätgotische Bau, Restaurierung 1907 durch Martin Elsässer, spätgotischer Taufstein, Kruzifix, zweite Hälfte 16. Jahrhundert, Kanzel mit Holzintarsien, Ende 16. Jahrhundert, Gestühl im Chor, Anfang 16. Jahrhundert, bemalter Herrschaftsstuhl, 1627 von Johann Rathgeb und Jakob Sefer, an der Emporenvorderseite Gemälde mit Szenen aus dem Leben Christi (18. Jahrhundert) Orgelgehäuse um 1784, Epitaphien des 16. bis 18. Jahrhundert, Friedhofsmauer mit Rundbogenportal, bezeichnet 1752. Geschützt nach § 28 DSchG |    |
|                | Wohnhaus                                    | Entringen, Kirchstraße 16 (Karte)                         | 158(0?)                             | zweigeschossiger Fachwerkbau, im teils massiven Sockelgeschoss Rundbogen-Kellertor mit Wappen der Herren von Ehingen, Eingangstür im Fachwerkbereich, seitliche Außentreppe Geschützt nach § 2 DSchG |    |
|                | Bauernhof                                   | Entringen, Kirchstraße 19 (Karte)                         | 1748                                | dreigeschossiger Putzbau auf L-förmigem Grundriss, erstes Obergeschoss zum Hof hin auf Holzstützen auskragend, Fachwerkscheune und Stall mit Satteldach, samt Einfriedungsmauerauf Holzstützen auskragend, Fachwerkscheune und Stall mit Satteldach, samt Einfriedungsmauer P |    |
|                | Wohnhaus                                    | Entringen, Kirchstraße 27 (Karte)                         | 16. Jahrhundert, im Kern noch älter | eingeschossiger, verputzter Fachwerkbau über Massivsockel in Hanglage, Rundbogentor, großer Gewölbekeller, verblatteter Dachstuhl Geschützt nach § 2 DSchG |    |
|                | Bauernhaus                                  | Entringen, Paulinenstraße 2                               |                                     | abgerissen Geschützt nach § 2 DSchG |    |
|                | Bauernhof                                   | Entringen, Tübinger Straße 4, 6, 6/1, 8, 8/1, 8/2 (Karte) | 16. Jahrhundert                     | Bauernhof, bestehend aus dem Wohnhaus (Tübinger Straße 4), zweigeschossiger verputzter Fachwerkbau, mit rückwärtigem Anbau sowie einer großen Doppelscheune (Tübinger Straße 6, 8) mit zwei Rundbogentoren in der Hoffassade, außerdem einem Waschhaus (Tübinger Straße 8/1) und einem Schuppen (Tübinger Straße 6/1), eingeschossige Fachwerkbauten, und einem Schweinestall (Tübinger Straße 8/2); samt Hoffläche zwischen den Gebäuden und Resten der einst umlaufenden Einfriedungsmauer Geschützt nach § 2 DSchG |    |
|                | Wohnhaus                                    | Entringen, Unteres Gässle 9 (Karte)                       | frühes 16. Jahrhundert              | Wohnhaus eines Bauernhofs, zweigeschossiges, verputztes und zum Unteren Gässle giebelständiges Fachwerkhaus Geschützt nach § 2 DSchG |    |
|                | Brunnenhäuschen                             | Entringen, Gewann Brunnenhäusle, Flstnr. 1119 (Karte)     | 1863                                | Brunnenhäuschen, mit tonnengewölbter Brunnenstube aus Handquadern, Satteldach aus Sandsteinplatten, bezeichnet 1863. Das Brunnenhäuschen ist Teil der Trinkwasserversorgung von 1863 in Entringen. Die gesamte alte Trinkwasserversorgung steht unter Schutz, darunter das Brunnenhaus, die Laufbrunnen Herrenberger Straße 31 und 21 und Kirchstraße 6 sowie das Leitungsnetz, das womöglich streckenweise noch aus Teucheln besteht. Da das Wasser nicht aufbereitet oder kontrolliert wird, hat das Wasser der Brunnen nicht mehr Trinkwasserqualität. Die heutige Trinkwasserversorgung geschieht über die Ammertal-Schönbuchgruppe. Geschützt nach § 2 DSchG                                                                      |    |
| Weitere Bilder | Schloss Hohenentringen                      | Entringen, Hohenentringen 1 (Karte)                       |                                     | Geschützt nach § 28 DSchG |    |

### Pfäffingen
Bau-, Kunst- und Kulturdenkmale in Pfäffingen:
| Bild | Bezeichnung                                           | Lage                                                | Datierung                    | Beschreibung | ID |
| ---- | ----------------------------------------------------- | --------------------------------------------------- | ---------------------------- | --- | -- |
|      | Hufschmiede                                           | Pfäffingen, Dorfstraße 9 (Karte)                    | wohl um 1800                 | eingeschossiger Putzbau mit Satteldach und Fußwalm als Vordach Geschützt nach § 2 DSchG |    |
|      | ehemal. Rathaus                                       | Pfäffingen, Dorfstraße 12 (Karte)                   | wohl 1709                    | Ehemaliges Rathaus, heute Wohnhaus, zweigeschossiger, heute verputzter Sichtfachwerkbau Geschützt nach § 2 DSchG |    |
|      | Gehöft                                                | Pfäffingen, Dorfstraße 14 (Karte)                   | 1773                         | zweigeschossigen Wohnhaus und Fachwerkscheune mit Satteldach Geschützt nach § 2 DSchG |    |
|      | Pfarrhaus                                             | Pfäffingen, Dorfstraße 20 (Karte)                   | 1752                         | zweigeschossiger Putzbau mit Krüppelwalmdach und Rundbogentor Geschützt nach § 2 DSchG |    |
|      | Bauernhaus                                            | Pfäffingen, Dorfstraße 26 (Karte)                   | 1867                         | zweigeschossiger Putzbau mit Satteldach und Zwerchhaus |    |
|      | Alte Kelter                                           | Pfäffingen, Dorfstraße 40 (Karte)                   | 1811                         | eingeschossiger, zum Teil verputzter Fachwerkbau mit Krüppelwalmdach Geschützt nach § 2 DSchG |    |
|      | Wohnhaus                                              | Pfäffingen, Gässle 6 (Karte)                        | im Kern wohl 18. Jahrhundert | zweigeschossig, massives Bruchsteinerdgeschoss, Holzverkleidung im ersten Obergeschoss und im Giebel P |    |
|      | Zehntscheune                                          | Pfäffingen, Herrschaftsgarten 25 (Karte)            | 1704                         | Zehntscheune, heute Feuerwehrhaus, massives Bruchsteingebäude mit Krüppelwalmdach, im Giebel freiliegendes Fachwerk, Steinkartusche mit württembergischem Wappen bezeichnet „ELHZW 1704“. Geschützt nach § 2 DSchG |    |
|      | Ev. Michaelskirche mit Friedhof und Einfriedungsmauer | Pfäffingen, Michaelstraße 18 (Karte)                | 14. Jh., 1711, 1911          | Evangelische Michaelskirche, 1711 unter Einbeziehung von Teilen des an anderer Stelle gelegenen Vorgängerbaus aus dem 14. Jahrhundert errichtet; verputzte Saalkirche mit Polygonchor, Viereck- oben Achteckturm mit dekorativem Fachwerk, Nordportal mit ornamentiertem Gewände, darüber Blendnische (ehm. Emporenzugang) mit Steinkruzifix (16. Jahrhundert), Sakristeianbau mit Kuppeldach in Jugendstilformen von Martin Elsässer, 1911; an den Wänden des Kirchenraums lebensgroße Apostelbilder von Johann Emanuel Schleich, 1721; außerdem Heiligenfiguren, Kanzel, Grabdenkmäler der Herren von Gültlingen aus dem 16. Jahrhundert § 28 mit Kirchhof und Einfriedungsmauer § (12). Geschützt nach § 28 DSchG |    |
|      | Bahnhof                                               | Pfäffingen, Nagolder Straße 10, 12 (Karte)          | 1909                         | Bahnhof, bestehend aus Empfangsgebäude und Lagerschuppen, Teil der Ammertalbahn von Herrenberg nach Tübingen (In den Kreisen Böblingen und Tübingen sowie den Gemeinden Herrenberg, Ammerbuch und Tübingen, mit sämtlichen Kunstbauten), Nebenbahn, eröffnet in zwei Abschnitten 1909 und 1910. Geschützt nach § 2 DSchG |    |
|      | Bauernhaus mit Ökonomie                               | Pfäffingen, Schlosshof 1 (Karte)                    | 1717                         | ehemaliges Wirtschaftsgebäude des Oberen Schlosses P |    |
|      | Rathaus, ehem. Meierei                                | Pfäffingen, Schlosshof 2 (Karte)                    | 1811-1828                    | Rathaus, zwei- bzw. dreigeschossig in Hanglage, massives Sockel- und Erdgeschoss, Obergeschoss und Giebel in freiliegendem Fachwerk, über der Tür bezeichnet 1811, ursprünglich Meiereigebäude des Schlosses, seit 1828 Rathaus. Geschützt nach § 2 DSchG |    |
|      | Gefallenendenkmal                                     | Pfäffingen, Schlosshof 2 (Karte)                    | 1929                         | Gefallenendenkmal für den Ersten Weltkrieg, sechseckige Stele mit Eisernem Kreuz über einer Kugel, an den Seiten Namen und Daten der Gefallenen, nach dem Zweiten Weltkrieg durch weitere Namensinschriften ergänzt Geschützt nach § 2 DSchG |    |
|      | Kelter- oder Feldhäuschen                             | Pfäffingen, Gewann Kelteräcker, Flstnr. 384 (Karte) |                              | Sandsteinbau mit Walmdach und Eckquaderung Geschützt nach § 2 DSchG |    |

### Poltringen
Bau-, Kunst- und Kulturdenkmale in Poltringen:
| Bild           | Bezeichnung                                           | Lage                                            | Datierung                         | Beschreibung | ID                       |
| -------------- | ----------------------------------------------------- | ----------------------------------------------- | --------------------------------- | --- | ------------------------ |
| Weitere Bilder | Kath. Pfarrkirche                                     | Poltringen, Aiblestraße 7 (Karte)               | 10. Jh.-12. Jh.                   | Katholische Pfarrkirche St. Clemens, im Kern romanisch, im 15. Jahrhundert spätgotischer Umbau, Saalkirche mit eingezogenem Chor, Chorseitenturm mit Zeltdach, Umbau 1882, 1967, Deckenmalerei des 19. Jahrhunderts, neugotischer Altar mit gotischer Kreuzigungsgruppe (um 1400), sitzende Clemensfigur, konstanzisch, um 1380. Geschützt nach § 28 DSchG | Wikidata-Objekt anzeigen |
|                | Keller mit Kellerhaus                                 | Poltringen, Aiblestraße 37 (Karte)              |                                   | Geschützt nach § 28 DSchG |                          |
|                | Steinkruzifix                                         | Poltringen, Ehinger Str. 8 (Karte)              | 1885                              | Steinkruzifix über hohem Inschriftsockel und mit Metallkorpus Geschützt nach § 2 DSchG |                          |
|                | Bildstock                                             | Poltringen, Pfarrgartenweg 1 (Karte)            | 1690                              | Heiligenhäuschen mit Muttergottes, im Schaft bezeichnet 1690 Geschützt nach § 2 DSchG |                          |
|                | Pfarrscheune                                          | Poltringen, Pfarrgartenweg 10 (Karte)           | um 1700                           | Fachwerk freiliegend, Satteldach, um 1700, Erweiterung nach Osten im 19. Jahrhundert, mit Resten der Kirchhofmauer Geschützt nach § 2 DSchG |                          |
|                | Pfarrhaus                                             | Poltringen, Pfarrgartenweg 11 (Karte)           | um 1500                           | zweigeschossiger Putzbau, Erdgeschoss mit Spitzbogentür Geschützt nach § 2 DSchG |                          |
|                | Bildstock                                             | Poltringen, Pfarrgartenweg 11 (Karte)           | 18. Jahrhundert                   | Bildstock, verputztes Heiligenhäuschen mit Pieta Geschützt nach § 2 DSchG |                          |
|                | Zehntscheune                                          | Poltringen, Pfarrgartenweg 12 (Karte)           | 1610 erwähnt                      | Massivbau mit Eckquaderung und Satteldach Geschützt nach § 2 DSchG |                          |
|                | Kath. Kirche St. Stephan mit Friedhof                 | Poltringen, Poltringer Hauptstraße 87 (Karte)   | 13, Jh.                           | Katholische Kirche St. Stephan, Mitte 13. Jh., 1750–62 Langhausneubau und Barockisierung, mehrfach, zuletzt 1982 restauriert, Westturm mit Zwiebelkuppel, vierjochiger Saal mit Stichkappengewölbe, Sakramentshaus, um 1500, Rokoko-Hochaltar, Kruzifix, spätes 13. Jahrhundert, steinerne Totenleuchte (14. Jahrhundert), § 28, samt Friedhof mit Mauer, darin Priestergrabmal, 1879; Hl. Georg eines früheren Gefallenenehrenmals 1914/18 von Karl Kunolt; in der Südostecke Standort einer bereits 1829 abgebrochenen Kapelle (”Grufthaus“) erkennbar (§ 12). Geschützt nach § 28 DSchG |                          |
|                | Ammerbrücke                                           | Poltringen, Poltringer Hauptstraße 87 (Karte)   | Anfang 19. Jahrhundert oder älter | steinerne Bogenbrücke Geschützt nach § 2 DSchG |                          |
|                | Wohnhaus                                              | Poltringen, Turnerstraße 1 (Karte)              | um 1600                           | dreigeschossiger verputzter Fachwerkbau, im massiven Sockelgeschoss Rundbogentor P | BW                       |
|                | Schloss Poltringen sowie Hoffläche, Wassergraben etc. | Poltringen, Wasserschloss 1, 2, 3, 4, 6 (Karte) |                                   | Geschützt nach § 28 DSchG |                          |

### Reusten
Bau-, Kunst- und Kulturdenkmale in Reusten:
| Bild | Bezeichnung                    | Lage                                       | Datierung                                 | Beschreibung | ID |
| ---- | ------------------------------ | ------------------------------------------ | ----------------------------------------- | --- | -- |
|      | Mühle samt Wasserbau           | Reusten, Altinger Straße 40 (Karte)        | 17. Jahrhundert                           | zweigeschossiger Putzbau Geschützt nach § 2 DSchG |    |
|      | Bauernhof                      | Reusten, Gartenstraße 2, 2a (Karte)        | um 1900                                   | Wohnhaus mit Ökonomieteil in Backstein, separate Fachwerkscheune P |    |
|      | Wirtshausschild                | Reusten, Jesinger Straße 7 (Karte)         | um 1800                                   | Wirtshausschild am ehemaligen Gasthof Lamm P |    |
|      | Ev. Kirche (Kelterkirche)      | Reusten, Jesinger Straße 10 (Karte)        | 1760                                      | Evangelische Kirche, 1760 durch Umbau der Kelter von 1575 entstanden, Massivbau mit Fachwerkgiebeln und quadratischem, in ein Oktogon übergehendem Turmaufsatz über dem Nordostgiebel. Geschützt nach § 28 DSchG |    |
|      | Pfarrhaus                      | Reusten, Jesinger Straße 32 (Karte)        | 1822/23                                   | Pfarrhaus in Hanglage, talseitig zweigeschossiger Putzbau mit Walmdach Geschützt nach § 2 DSchG |    |
|      | Backhaus                       | Reusten, Rottenburger Straße 2 (Karte)     | 1855                                      | eingeschossiger Natursteinbau Geschützt nach § 2 DSchG |    |
|      | Einhaus                        | Reusten, Rottenburger Straße 3 (Karte)     | Mitte 19. Jahrhundert                     | Einhaus, Hocheinfahrt in den Scheunenteil P |    |
|      | Zehntscheune                   | Reusten, Rottenburger Straße 4 (Karte)     | wohl 17. Jahrhundert                      | zwei Mitteltennen Geschützt nach § 2 DSchG |    |
|      | Entfernungsstein               | Reusten, Rottenburger Straße 8 (Karte)     | 19. Jahrhundert                           | Eckquader an der Nordostecke des Hauses Geschützt nach § 2 DSchG | BW |
|      | Gemeindewaage und Waaghäuschen | Reusten, Rottenburger Straße 17 (Karte)    | um 1925                                   | samt funktionsfähiger technischer Ausstattung Geschützt nach § 2 DSchG |    |
|      | Bauernhaus                     | Reusten, Wintergasse 20 (Karte)            | um 1600                                   | gestelztes Einhaus Geschützt nach § 2 DSchG |    |
|      | Friedhof                       | Reusten, Flstnr. 4311/4 (Karte)            | wohl auf das 16. Jahrhundert zurückgehend | im hinteren Teil des Friedhofs befindet sich ein Gefallenendenkmal für die Toten der beiden Weltkriege (Pyramide mit Inschrifttafel) Geschützt nach § 2 DSchG                                                    |    |
|      | Historische Grenzsteine        | Reusten, Markungsgrenze Reusten – Altingen | Ende 18. Jahrhundert                      | Geschützt nach § 2 DSchG |    |

### Altingen
Bau-, Kunst- und Kulturdenkmale in Altingen mit dem Dorf Altingen und den Häusern Gipswerk:
| Bild | Bezeichnung                  | Lage                                               | Datierung                         | Beschreibung | ID |
| ---- | ---------------------------- | -------------------------------------------------- | --------------------------------- | --- | -- |
|      | Wohnhaus                     | Altingen, Burgstraße 30 (Karte)                    | wohl 16. Jahrhundert              | Scheune, freistehender Fachwerkbau P | BW |
|      | Denkmal                      | Altingen, Friedhofstraße, Flstnr. 690 (Karte)      | um 1925                           | Denkmal im Friedhof für die Gefallenen des 1. Weltkriegs, Stele mit Ecksäulen und Baldachin Geschützt nach § 2 DSchG |    |
|      | Ev. Kirche                   | Altingen, Hechinger Straße 3 (Karte)               | 1860/61                           | Evangelische Kirche, Saalbau mit eingezogenem, flachem Chor und Westturm, 1860/61 von Christian Friedrich Leins. Geschützt nach § 2 DSchG |    |
|      | Wohnhaus                     | Altingen, Krimstraße 20 (Karte)                    | im Kern um 1500                   | Wohnhaus, eingeschossiger Putzbau Geschützt nach § 2 DSchG | BW |
|      | Bauernhaus                   | Altingen, Magnusweg 2 (Karte)                      | im Kern 1. Hälfte 16. Jahrhundert | zweigeschossiger Putzbau mit Satteldach und profiliertem Rundbogeneingang Geschützt nach § 2 DSchG |    |
|      | Bauernhaus                   | Altingen, Magnusweg 5 (Karte)                      | bezeichnet 1612                   | dreigeschossiger Bau mit Satteldach Geschützt nach § 2 DSchG |    |
|      | Bauernhaus                   | Altingen, Mühlstraße 2 (Karte)                     | 18. Jahrhundert                   | Einhaus, zweigeschossiger Putzbau mit Krüppelwalmdach Geschützt nach § 2 DSchG |    |
|      | Bauernhof                    | Altingen, Mühlstraße 3 (Karte)                     | wohl 17. Jahrhundert              | Winkelgehöft, zweigeschossiger Putzbau Geschützt nach § 2 DSchG |    |
|      | Scheune                      | Altingen, Mühlstraße 5 (Karte)                     | wohl 17. Jahrhundert              | Scheune, Fachwerkbau über massivem Sockel mit Gewölbekeller Geschützt nach § 2 DSchG |    |
|      | Kath. Pfarrhaus              | Altingen, Mühlstraße 7 (Karte)                     | 15. Jahrhundert                   | Altes katholisches Pfarrhaus Geschützt nach § 2 DSchG |    |
|      | Kath. Pfarrkirche St. Magnus | Altingen, Mühlstraße 13 (Karte)                    | 12. Jh.-15. Jh.                   | Katholische Pfarrkirche St. Magnus, Chorturmkirche mit flach gedecktem Langhaus, Turmstumpf mit Wehrgeschoss 12. Jahrhundert, Turmobergeschoss 14. Jahrhundert, Langhaus Mitte 15. Jahrhundert, restauriert 1881, 1957, 1980, Grabsteine § 28, samt Kirchhofmauer mit vergitterten Lüftungsschächten und eingemauertem Grabstein mit Totenkopf, bezeichnet 1765, Reste des Kellertorgewändes vom Bebenhäuser Häusle, bezeichnet 1764 (§ 12). Geschützt nach § 28 DSchG |    |
|      | Backhaus                     | Altingen, Mühlstraße 15 (Karte)                    | wohl 19. Jahrhundert              | Massivbau, im Giebel freiliegendes Fachwerk P |    |
|      | Mühlengehöft                 | Altingen, Mühlstraße 46 (Karte)                    | um 1750                           | Mühlengehöft, bestehend aus dem Hauptgebäude, zweigeschossiger Putzbau mit Krüppelwalmdach, um 1750, am korbbogigen Eingang bezeichnet 1850, neben dem Eingang vermauerter Ofenfuß, bezeichnet 1787, samt Wasserbau, Scheune und Stallgebäude mit Wohngeschoss, um 1900 Geschützt nach § 2 DSchG |    |
|      | Bahnhof                      | Altingen, Römerstraße 1 (Karte)                    | 1909/1910                         | Geschützt nach § 2 DSchG |    |
|      | Kath. Pfarrhaus              | Altingen, Schulstraße 6 (Karte)                    | 1834                              | Katholisches Pfarrhaus, zweigeschossiger Massivbau in Haustein mit Kniestock und Satteldach P |    |
|      | Wohnhaus                     | Altingen, Schwedenstraße 14 (Karte)                | Anfang 17. Jahrhundert            | zweigeschossiges Wohnhaus, zum Teil verputzt, im Giebel freiliegendes Fachwerk P |    |
|      | Wohnhaus                     | Altingen, Schwedenstraße 15 (Karte)                | 1626                              | zweigeschossiger Putzbau mit Satteldach, Fachwerk im Giebel freiliegend Geschützt nach § 2 DSchG |    |
|      | Kilometerstein               | Altingen, Schwedenstraße 18 (Karte)                |                                   | Kilometerstein in der Eckquaderung am Wohnhaus Geschützt nach § 2 DSchG | BW |
|      | Bauernhof                    | Altingen, Schwedenstraße 19 (Karte)                | 1555/56                           | ehemalige Tafelwirtschaft zum Löwen, zweigeschossiger Putzbau Geschützt nach § 2 DSchG |    |
|      | Rathaus                      | Altingen, Schwedenstraße 21 (Karte)                | 1825                              | Rathaus, zweigeschossiger Bau mit massivem Erdgeschoss und Fachwerk-Obergeschoss, Krüppelwalmdach und Dachreiter, im Türsturz bezeichnet 1825. Geschützt nach § 2 DSchG |    |
|      | Scheune                      | Altingen, Schwedenstraße 22 (Karte)                | um 1800                           | Scheune mit ehemaligem Schafstall, Fachwerkbau, Mitteleinfahrt Geschützt nach § 2 DSchG |    |
|      | Wohnhaus                     | Altingen, Schwedenstraße 24 (Karte)                | 17. Jahrhundert                   | zweigeschossiger Putzbau mit Satteldach Geschützt nach § 2 DSchG |    |
|      | Wohnhaus                     | Altingen, Schwedenstraße 27 (Karte)                | 1687                              | Wohnhaus mit Ladeneinbau, ehemals Rat- und Schulhaus mit Lehrerwohnung und Gemeindebackküche Geschützt nach § 2 DSchG |    |
|      | Schwedenhaus                 | Altingen, Schwedenstraße 28 (Karte)                | 1681                              | dreigeschossiges Wohnhaus mit Satteldach Geschützt nach § 28 DSchG |    |
|      | Wohnhaus                     | Altingen, Schwedenstraße 30 (Karte)                | 1631                              | zweigeschossiger Putzbau mit Satteldach Geschützt nach § 2 DSchG |    |
|      | Wegkreuz                     | Altingen, Schwedenstraße 34 (Karte)                | 20. Jahrhundert                   | Wegkreuz mit Bedachung in Holz Geschützt nach § 2 DSchG |    |
|      | Bauernhaus                   | Altingen, Schwedenstraße 39 (Karte)                | 1591/92                           | Wohnhaus eines Gehöfts, zweigeschossiger Putzbau Geschützt nach § 2 DSchG |    |
|      | Wegkreuz                     | Altingen, Gewann Gschreiweg                        | 19. Jahrhundert                   | Wegkreuz aus Holz P |    |
|      | Markungsgrenzsteine          | Altingen, Gewanne Hagen, Hartwald und Katzengraben | um 1806                           | Geschützt nach § 2 DSchG |    |
|      | Schwaibleskreuz              | Altingen, Gewann Ziegeläcker (Karte)               | um 1900                           | gusseisernes Wegkreuz mit Kleeblattenden auf Tischsockel, am Fußstück Engel mit Palmwedel Geschützt nach § 2 DSchG |    |
|      | Historische Grenzsteine      | Altingen, Markungsgrenze Altingen – Reusten        | Ende 18. Jahrhundert              | Geschützt nach § 2 DSchG |    |

### Breitenholz
Bau-, Kunst- und Kulturdenkmale in Breitenholz:
| Bild | Bezeichnung                     | Lage                                                    | Datierung             | Beschreibung | ID |
| ---- | ------------------------------- | ------------------------------------------------------- | --------------------- | --- | -- |
|      | Ökonomiegebäude                 | Breitenholz, Bei der Linde 4 (Karte)                    | wohl 18. Jh.          | Fachwerkbau mit weit vorgezogenem Giebel über offener Vorhalle zur Müneckstraße hin P                                               |    |
|      | Alter Pfarrhof                  | Breitenholz, Bei der Linde 5, 9 (Karte)                 | 16. Jahrhundert       | Wohnhaus dreigeschossiger Putzbau, Sockelgeschoss in Bruchsteinmauerwerk, mit Back- und Brennhaus Geschützt nach § 2 DSchG          |    |
|      | Wohnhaus                        | Breitenholz, Bei der Linde 10 (Karte)                   | 16. Jahrhundert       | dreigeschossiger Putzbau, zwei Geschossauskragungen, Rundbogeneingang P                                                             |    |
|      | Schulhaus                       | Breitenholz, Bei der Linde 12 (Karte)                   | 1820                  | Schulhaus, über hohem Sockel zweigeschossiger Putzbau in Hanglage, 1820.                                                            |    |
|      | Turm der ev. Pfarrkirche        | Breitenholz, Bei der Linde 13 (Karte)                   | 14. Jh., 1577         | Turm der evangelischen Pfarrkirche, einstiger Wehrturm, dreigeschossig, 14. Jahrhundert, bezeichnet 1577. Geschützt nach § 28 DSchG |    |
|      | Friedhof                        | Breitenholz, Gewann Kirchäcker, Flstnr. 114 (Karte)     | 1776                  | Friedhof samt Einfriedungsmauer mit Rundbogentor, im Friedhof Grabmal von Pfarrfamilien Geschützt nach § 2 DSchG                    |    |
|      | Bauernhaus                      | Breitenholz, Bei der Linde 25 (Karte)                   | Ende 18. Jh.          | zweigeschossiger Putzbau mit Krüppelwalmdach Geschützt nach § 2 DSchG                                                               |    |
|      | Bahnhof                         | Breitenholz, Beim Bahnhof Breitenholz 112 (Karte)       |                       | Geschützt nach § 2 DSchG |    |
|      | Wohnhaus                        | Breitenholz, Heiligengasse 1 (Karte)                    | um 1600               | zweigeschossiger Fachwerkbau mit Satteldach und talseitig hohem Sockel und Doppelscheune Geschützt nach § 2 DSchG                   |    |
|      | Gehöft                          | Breitenholz, Müneckstraße 3 (Karte)                     |                       | Wohnhaus, zweigeschossiger Putzbau mit Satteldach, Scheune rückwärtig P                                                             |    |
|      | Wohnhaus                        | Breitenholz, Müneckstraße 6 (Karte)                     | 18. Jahrhundert       | dreigeschossiger Putzbau mit Krüppelwalmdach, Sockelgeschoss mit Rundbogeneingang P                                                 | BW |
|      | Rathaus                         | Breitenholz, Müneckstraße 16 (Karte)                    | 1563, 1773            | Rathaus, zweigeschossiger Putzbau mit Dachreiter und Glocke, am Remisentor bezeichnet 1563 und 1773. Geschützt nach § 28 DSchG      |    |
|      | Gehöft                          | Breitenholz, Müneckstraße 17 (Karte)                    | um 1800               | Wohnhaus ist zweigeschossiger Fachwerkbau mit Satteldach und verputztem Sockelgeschoss, Scheune, Schweine-Hühnerhaus P              |    |
|      | Scheune                         | Breitenholz, Müneckstraße 24 (Karte)                    | 18. Jahrhundert       | Fachwerk P | BW |
|      | Scheune                         | Breitenholz, Müneckstraße 30 (Karte)                    | um 1850               | Fachwerk P | BW |
|      | Wohnhaus des Schultheißen       | Breitenholz, Müneckstraße 33 (Karte)                    | 1747                  | zweigeschossig, massives Erdgeschoss mit getreppter Eckkonsole, profilierten Gewänden Geschützt nach § 2 DSchG                      |    |
|      | Ehemal. Wirtshaus Lamm          | Breitenholz, Raiffeisenstraße 8 (Karte)                 | Mitte 17. Jahrhundert | über hohem Sockel zweigeschossiger Putzbau mit Krüppelwalmdach Geschützt nach § 2 DSchG                                             |    |
|      | Pumpbrunnen                     | Breitenholz, Raiffeisenstraße 11                        | um 1600               | ursprünglich Schöpfbrunnen, rund gemauerter Schacht, gusseiserner Brunnenstock um 1900 Geschützt nach § 2 DSchG                     |    |
|      | Ruhebank                        | Breitenholz, Gewann Egertle, Flstnr. 1161               |                       | Geschützt nach § 2 DSchG |    |
|      | Feldschützenhütte (Nubenhäusle) | Breitenholz, Gewann Hintere Halde, Flstnr. 2287 (Karte) | Anfang 18. Jh.        | Geschützt nach § 2 DSchG |    |
|      | Ruhebank                        | Breitenholz, Gewann Schiefer, Flstnr. 951               |                       | Geschützt nach § 2 DSchG |    |
|      | Königl. Jagdhütte               | Breitenholz, Gewann Steingart, Flstnr. 2232 (Karte)     |                       | Geschützt nach § 2 DSchG |    |